# Membre de l'Acadèmia Britànica
El títol de Membre de l'Acadèmia Britànica o Soci de l'Acadèmia Britànica (en anglès Fellowship of the British Academy o Fellow of the British Academy, abreujat "FBA") és un títol concedit per l'Acadèmia Britànica a acadèmics destacats per la seva distinció en humanitats i ciències socials. Les categories són:
1. Fellows (‘membres’): acadèmics residents al Regne Unit.
2. Corresponding Fellows (‘membres corresponents’): acadèmics residents a l'estranger.
3. Honorary Fellows (‘membres honorífics’): un títol acadèmic honorari (en què s'utilitzen les sigles postnominals Hon. FBA).
4. Deceased Fellows (‘membres traspassats’): membres difunts de l'Acadèmia.

L'atorgament del títol permet als fellows de fer servir l'epítet FBA en llurs publicacions. Són o han estat fellows, entre altres: David Adger, Edward Rand, Mary Beard, Nicholas Stern, Michael Lobban, M. R. Jaume, Friedrich Hayek, John Maynard Keynes i Rowan Williams.